# Linia kolejowa Schipkau – Senftenberg
Linia kolejowa Schipkau – Senftenberg – dawna linia kolejowa przebiegająca przez teren kraju związkowego Brandenburgia, w Niemczech. Łączyła stacje Schipkau z Senftenbergiem.